# Dolichopeza parvicornis
Dolichopeza parvicornis är en tvåvingeart som först beskrevs av Alexander 1927.  Dolichopeza parvicornis ingår i släktet Dolichopeza och familjen storharkrankar. Inga underarter finns listade i Catalogue of Life.